# Ceakalarovo, Kărdjali
Ceakalarovo (în bulgară Чакаларово) este un sat în comuna Kirkovo, regiunea Kărdjali,  Bulgaria. 

## Demografie
Componența etnică a satului Ceakalarovo
     Bulgari (20,07%)
     Nicio identificare (79,48%)
     Altele (0,44%)
La recensământul din 2011, populația satului Ceakalarovo era de 1.355 locuitori. Nu există o etnie majoritară, locuitorii fiind  și bulgari (20,07%). Pentru 79,48% din locuitori nu este cunoscută apartenența etnică.